# Epres Attila
Epres Attila (Kaposvár, 1963. június 26. –) Jászai Mari-díjas magyar színész, szinkronszínész, ügető-versenyző.

## Életpályája
Középiskolai tanulmányait Sopronban az Erdészeti Technikumban végezte miközben amatőr színjátszó volt, a soproni FINTOR színpad tagja. 1981-ben jelentkezett a Színház- és Filmművészeti Főiskolára, ahol 1986-ban végzett, ezt követően a Vidám Színpad szerződtette. 1987–1991 között az egri Gárdonyi Géza Színház színésze volt. 1991–1993 között a kecskeméti Katona József Színházban szerepelt. 1993–1995 között a szolnoki Szigligeti Színházban; 1995–1998 között a zalaegerszegi Hevesi Sándor Színház művésze volt. 1998–2003 között ismét a Katona József Színház tagja. 2003-tól a Vígszínház; 2011–2021 között az Örkény István Színház társulatához tartozott, azóta vendégként játssza repertoáron lévő szerepeit.  Játszott Miskolcon, Győrben, Székesfehérváron, a Madách, az Arizona, a József Attila, a Kamara, a Radnóti, a Magyar Színházban és a Játékszínben.
2005 óta az Aase-díj kuratóriumának tagja. Rendszeresen fellépője az 1982-ben alapított Kőszegi Várszínház saját bemutatóinak.
Rendszeres indulója az Ügetőszilveszter művész emlékversenyeinek. Két ezüst és egy bronzérem került, 2012-ig éremgyűjteményébe. 2014-ben, a Rádiházi Kabala Ménes által tenyésztett, Napfény nevű lóval első győzelmét is megszerezte.

## Színházi szerepei
- (Örkény István: Tóték)
- Jóska (Nádas Péter: Takarítás)

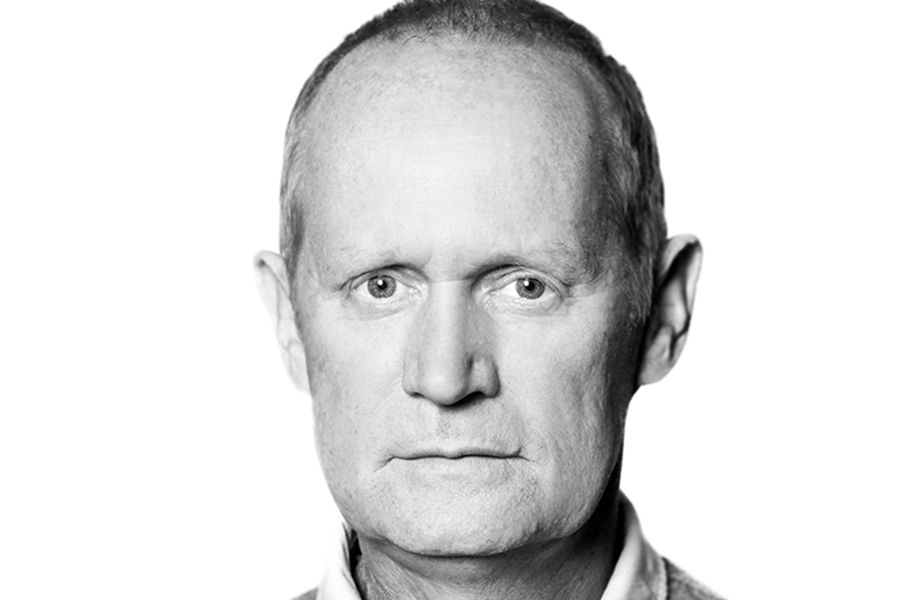
Az Örkény István Színház oldalán

- Figaro (Beaumarchais: Figaro házassága)
- Macsek Ivanovics (Svarc: Az elvarázsolt testvérek)
- Truffaldino (Carlo Goldoni: Két úr szolgája)
- Benjamin (Rozewicz: Fehér házasság)
- Grigorij Antanovics Bakin (Osztrovszkij: Tehetségek és tisztelők)
- Ferenc (Friedrich Schiller: Haramiák)
- Fredek (Zahora Mária: A fekete esernyő)
- Kleisthenes (Arisztophanést: A nők ünnepe)
- Héphaisztosz (Aiszkhülosz: Leláncolt Prométheusz)
- Kiss (Görgey Gábor: Komámasszony, hol a stukker?)
- Miskin (A.Wajda–Kapás: Bűnhődés)
- Zátonyi Bence (Csiky Gergely: Ingyenélők)
- Dr. Carrasco (Wasserman: La Manche lovagja)
- Eugenio (Carlo Goldoni: A kávéház)
- Kazinczy (Jókai Mór: Thália szekerén)
- Lázár (Hernádi Gyula: Csillagszóró)
- Theseus, Oberon (William Shakespeare: Szentivánéji álom)
- Wolfgang Clausen (Hauptman: Naplemente előtt)
- Stanley Webber (Pinter: Születésnap)
- Révész (Presser-Sztevanovity-Horváth: A padlás)
- Nebukadnecár (Dürrenmatt: Angyal szállt le Babilonba)
- Badeni Lajos őrgróf (Weöres Sándor: A kétfejű fenevad)
- Ulfheim (Ibsen: Ha mi holtak feltámadunk)
- Ádám bíró (Heinrich von Kleist: Az eltört korsó)
- Mercutio (Shakespeare: Rómeó és Júlia)
- Kündü (Spiró György: Vircsaft)
- Fogalmazó (Molnár Ferenc: Liliom)
- Juszov (Osztrovszkij: Jövedelmező állás)
- Péter (Görgey Gábor: Huzatos ház)
- Milo Tindle (A. Shaffer: Mesterdetektív)
- Palestrio (Plautus: A hetvenkedő katona)
- Don Cesar de Basan (Victor Hugo: Ruy Blas)
- Dromio (Shakespeare: Tévedések vígjátéka)
- Lucifer (Madách Imre: Az ember tragédiája)
- Valér (David Hirson: A bohóc)
- Tiborc (Katona József: Bánk bán)
- Lopahin (Csehov: A meggyeskert)
- Király (Svarc: A király meztelen)
- Sganarelle (Molière: Don Juan)
- Norman (R. Harwood: Az öltöztető)
- Jago (Shakespeare: Othello)
- Molière (Mihail Bulgakov: Álszentek összeesküvése)
- Jupiter (Offenbach: Orfeusz az alvilágban)
- Coleman Connor (Martin McDonagh: Vaknyugat)
- Sosias (Peter Hacks: Amphitryon)
- Deon Gilbeau (Tracy Letts: Augusztus Oklahomában)
- Zeneszerző (Molnár Ferenc: Az ibolya)
- Jeremiás Mátyás (Caragiale: Farsang)
- Valér (Molière: A fösvény)
- Brigante (Molière: Gömböc úr)
- Koncz (Forgách András: Halni jó!)
- Podkoljoszin (Gogol: Háztűznéző)
- Belcredi báró (Luigi Pirandello: IV. Henrik)
- Endre (Erdős Virág: Kalocsa)
- Tristan (Lope de Vega: A kertész kutyája)

### Önálló estje
- Torpedó bácsi meséi

## Filmjei

### Játékfilmek
- A próbaper
- Cha-Cha-Cha (1982)
- Vérszerződés (1982)
- Szerencsés Dániel (1983)
- Az óriás (1984)
- Szerelem első vérig (1985)
- Szerelem második vérig (1987)
- Napló szerelmeimnek (1987)
- A pályázat (1990)
- Félálom (1991)
- Szerelmes szívek (1991)
- Citromdisznó (1992)
- Video blues (1992)
- Szökés (1997)
- Szabadság – Különjárat (2013)
- Brazilok (2017)
- A másik érintése (2023)

### Tévéfilmek
- A tanítónő (1985)
- Linda (1986-1989)
- 69 (1987)
- Nyolc évszak 1-8. (1987)
- Szomszédok (1987–1999)
- A másik ember (1988)
- Csere Rudi (1988)
- Küldetés Evianba (1988)
- Öld meg a másik kettőt (1990)
- Cikász és a halló pálmák (1990)
- Privát kopó (1993)
- Ábel a rengetegben (1993)
- Szemben a Lánchíd oroszlánja (1995)
- Magyar pizza (1995)
- Szeret, nem szeret (2002)
- Lili (2003)
- Kontakt (2005)
- Indián nyár (2006)
- Kossuthkifli (2015)
- Aranyélet (2016)
- Csak színház és más semmi (2019)
- Jófiúk (2019)
- Mellékhatás (2020–2023)
- Keresztanyu (2021–2022)
- Hotel Margaret (2022)

## Művei
- Kecskemét és közönsége (szociográfia, társszerző, 2001)

## Szinkronszerepei
- A hegyi doktor – Újra rendel: Dr. Martin Gruber - Hans Sigl
- Az arany rabjai: Philip Calvert – Anthony Hopkins (2. szinkron)
- A Bourne-csapda: Tom Cronin - Tom Gallop
- A jog útvesztőjében: Jack Roper - John Hannah
- A nemzet aranya: Titkok könyve: Mitch Wilkinson - Ed Harris
- A nyakék románca: Guillaume Garlande - Bruno Wolkowitch
- A Ravasz, az Agy és két füstölgő puskacső: Kutya - Frank Harper
- A sötét lovag: James Gordon - Gary Oldman
- A sötét lovag – Felemelkedés: James Gordon - Gary Oldman
- A sziget: James „Mc” McCord - Steve Buscemi
- A szikla: Francis X. Hummel tábornok - Ed Harris
- A szökés: Ralph Becker - Raphael Sbarge
- A világűr Robinsonjai: John Danziger - Clancy Brown
- A világ nem elég: Victor Zokas - Robert Carlyle
- Apokalipszis most: Benjamin L. Willard kapitány - Martin Sheen
- Armageddon: Charles „Chick” Chapple - Will Patton
- Austin Powers – Aranyszerszám: Dr. Genya - Kevin Spacey
- Az arany iránytű: Fra Pavel - Simon McBurney
- Az elit alakulat: Harry Welsh - Rick Warden
- Az esemény: Julian - John Leguizamo
- Az igenember: Multack - Spencer Garrett
- Az ifjú Viktória királynő: Sir John Conroy - Mark Strong
- Az olasz meló: Pöpec Rob - Jason Statham
- Az utolsó léghajlító: Ozai, a tűzúr - Cliff Curtis
- Bérgyilkosok viadala: Joseph McAvoy atya - Robert Carlyle
- Blöff (2000): Török - Jason Statham
- Chicago Hope: Dr. John Sutton - Jamey Sheridan
- Csernobil: Bacso - Fares Fares
- Dirt: A hetilap: Don Conkey - Ian Hart
- Drót: Det. James „Jimmy” McNulty - Dominic West
- Dűne: Otheym - Jakob Schwarz
- Egy gésa emlékiratai: Nobu - Kôji Yakusho
- Erőszakos múlt: Carl Fogerty - Ed Harris
- Életre-halálra: Cosmo Renfro helyettes vizsgálóbíró - Joe Pantoliano
- Family Guy: A Halál - Norm MacDonald/Adam Carolla
- Förtelmes főnökök: David Harken - Kevin Spacey
- Förtelmes főnökök 2.: David Harken - Kevin Spacey
- The Expendables – A feláldozhatók: Lee Christmas - Jason Statham
- The Expendables – A feláldozhatók 2.: Lee Christmas - Jason Statham
- The Expendables – A feláldozhatók 3.: Lee Christmas - Jason Statham
- Firefly: Jayne Cobb - Adam Baldwin
- Flipper a delfin: Tom Hampton - Whip Hubley
- Flyboys - Égi lovagok: Reed Cassidy - Martin Henderson
- Frost/Nixon: Jack Brennan - Kevin Bacon
- Gengszterosztag: Mickey Cohen - Sean Penn
- Jurassic World: Dr. Henry Wu - BD Wong
- Jurassic World: Bukott birodalom: Dr. Henry Wu - BD Wong
- Jurassic World: Világuralom: Dr. Henry Wu - BD Wong
- CBGB: Hilly Kristal - Alan Rickman
- A tetovált lány: Mikael Blomkvist - Daniel Craig
- Újoncok napja:Sonny Weaver - Kevin Costner
- Taxi 4.: A Belga - Jean- Luc Godard
- A 401-es szoba titka: Jacques Renard - Christopher Lambert
- Krízispont: Eric Dale - Stanley Tucci
- Az éhezők viadala: A kiválasztott – 1. rész: Plutarch  - Philip Seymour Hoffman
- A Föld után: Apokalipszis: Frank Baum - Adrian Paul
- A Mars-mentőakció: Jim McConnell - Gary Sinise
- Műkincsvadászok: Frank Stokes - George Clooney
- Tolvajtempó: Atley Jackson - Will Patton
- Gimiboszi: Jim McAllister - Matthew Broderick
- Hawaii Five-O: Chin Ho Kelly - Daniel Dae Kim
- Holtak hajnala: CJ - Michael Kelly
- Hősök: Takezo Kensei/Adam Monroe - David Anders
- Hullámhegy: Giuseppe „Pepe” Esposito - Adriano Giannini
- John Carter: Matai Shang - Mark Strong
- Kaliforgia: Hank Moody - David Duchovny
- Közellenségek: Melvin Purvis ügynök - Christian Bale
- Kutyaszorítóban: Mr. Narancs/Freddy Newandyke - Tim Roth
- Mátrix: Cypher - Joe Pantoliano
- Mézengúz: Sting - Sting
- Monty Python Repülő Cirkusza - John Cleese
- Motoros zsaruk: Tom Geiger - Matthias Paul
- Ne szólj száj!: Patrick Koster - Sean Bean
- Némó nyomában: Iszák - Geoffrey Rush
- Az Őrzők legendája: Dudú - Hugo Weaving
- Pénzhajhászok: John Hawkins - David Caruso
- Pókember: Nincs hazaút: Norman Osborn - Willem Dafoe
- Querelle: Georges Querelle – Brad Davis
- Rómeó + Júlia: Benvolio - Dash Mihok
- Spíler: Archy - Mark Strong
- Star Trek: Robau kapitány - Faran Tahir
- Szabadság, szerelem: Alan Weiss - Jeremy Piven
- Szívtipró gimi: Mr. Graham Brown - Hugh Baldwin
- Született feleségek: Lee McDermott - Kevin Rahm
- Terrorkommandó: SSgt. Henry „Henno” Garvie - Ross Kemp
- Tetthely: Moritz Eisner - Harald Krassnitzer
- Toy Story 3.: Izmi - John Cygan
- Tőzsdecápák: Bud Fox - Charlie Sheen
- Transformers: A kihalás kora: Agy - Reno Wilson
- Transformers Egy: Üstökös - Steve Buscemi
- Transformers 3.: Agy - Reno Wilson
- Trónok harca: Ser Jorah Mormont - Iain Glen
- Trópusi vihar: Les Grossman - Tom Cruise
- Túszharc: Dino - David Caruso
- Vaskabátok: Nicholas Angel őrmester - Simon Pegg
- Viasztestek: Bo - Brian Van Holt
- Viharsziget: George Noyce - Jackie Earle Haley
- Volt egyszer egy Mexikó: Armando Barillo - Willem Dafoe
- Wanted: Cross - Thomas Kretschmann
- Montalbano felügyelő (filmsorozat): Salvo Montalbano - Luca Zingaretti
- Az aranybirodalom bukása: Atahualpa – Christopher Plummer (2. szinkron)
- Hajsza (Killshot): Armand „Blackbird” Degas - Mickey Rourke
- A közellenség: Robert Clayton Dean - Will Smith
- John Wick: Viggo Tarasov - Michael Nyqvist
- Need for Speed: Monarch - Michael Keaton
- Zöld darázs: Chudnofsky - Christoph Waltz
- Majdnem híres: Jeff Bebe - Jason Lee
- Colombiana: Emilio Restrepo - Cliff Curtis
- Az igazság nevében: Sean Armstrong - John Turturro
- A szólista: Steve Lopez - Robert Downey Jr.
- Támadás a Fehér Ház ellen: Asher elnök - Aaron Eckhart
- Likvidálva: Ben Logan - Aaron Eckhart
- Az éhezők viadala: A kiválasztott – Befejező rész: Plutarch  - Philip Seymour Hoffman
- Az út: Apa - Viggo Mortensen
- A grizzly birodalma: Douglas - Billy Bob Thornton
- Everest - a remény csúcsa: Narrátor - Liam Neeson
- Walter Mitty titkos élete (film, 2013): Sean O’Connell, fotóriporter - Sean Penn
- Az egyetlen: Evan Funsch - Jason Statham
- A szállító 3.:  Frank Martin - Jason Statham
- A zöld íjász: John Diggle - David Ramsey
- Westworld: The Man in Black - Ed Harris
- Város a hegyen: Jackie Rohr - Kevin Bacon
- A nép szolgája: Jurij Ivanovics Csujko - Stanislav Boklan
- A Mandalóri: Gideon Moff - Giancarlo Esposito
- Star Wars: Jedihistóriák: Dooku gróf - Corey Burton
- Vízcsepp Mester: Bu tábornok - Brian Meegan
- Éli könyve: Carnegie - Gary Oldman
- Robotzsaru: Dr. Dennett Norton - Gary Oldman
- A kém: Rick Ford - Jason Statham
- Halálfutam: Jensen Armes/Frankenstein - Jason Statham
- Harcban élve: - Phil Broker - Jason Statham
- A mestergyilkos: Arthur Bishop - Jason Statham
- A mestergyilkos – Feltámadás: Arthur Bishop - Jason Statham
- Egy igazán dühös ember: Patrick "H" Hill/Hargreaves - Jason Statham
- Kingsman: A titkos szolgálat: Merlin - Mark Strong
- Kingsman: Az aranykör: Merlin - Mark Strong
- Feláldozh4tók: Lee Christmas - Jason Statham
- A méhész: Adam Clay - Jason Statham
- Sárkányok: Penész - Stephen Root

## CD-k és hangoskönyvek, hangjátékok
- Márai Sándor: A gyertyák csonkig égnek
- Stephen King: Napnyugta után
- Zalán Tibor: Kaland a nagy családerdőben (2002)
- Borbély Szilárd: Hans Christian Boldog Élete (2005)
- Mikó Csaba: A két kis angol (2007)
- Krusovszky Dénes: Az üveganya (2011)
- Szabó Róbert Csaba: A Pusztai-banda (2015)
- Sánta Ferenc: Az ötödik pecsét (2017)
- Berta Zsolt: Kalef (2018)
- Bogdán András-Fazakas Péter: Őfelsége magánnyomozója (2018)
- Móricz Zsigmond: A nap árnyéka (2019)
- Száraz Miklós György: Osztozkodók (2019)
- A szebeni fiúk (2019)
- Dobos László: Földönfutók (2020)
- Térey János: Etelka-földöv (2022)
- Kaffka Margit: Az Arimathiai (2023)
- Turczi István: Kezdet és vég - Történetek versben

## Díjai, elismerései
- Kazinczy-díj (1981)
- Radó-díj (2000)
- Jászai Mari-díj (2002)
- Ajtay Andor-emlékdíj (2005)
- Arlecchino-díj: legjobb férfi alakítás (2006)
- Ruttkai Éva-emlékdíj (2008)
- Story Ötcsillag-díj (2009)
- Harsányi Zsolt-díj (2010)
- Örkény Színház Pártoló Tagsági díj (2011)